# 曖昧さ回避 (経済学)
経済学、または意思決定理論における曖昧さ回避（あいまいさかいひ、英: ambiguity aversion）とは、確率が未知であるような事象を回避しようとする選好。曖昧性忌避（あいまいせいきひ）、不確実性回避（ふかくじつせいかいひ、英: uncertainty aversion）などともいう。曖昧さ回避を持つ選好は後述のように期待効用関数としての表現を持たないことが知られている。古くはフランク・ナイトやジョン・メイナード・ケインズなども同種の概念を考察しているが、1961年にダニエル・エルズバーグにより曖昧さ回避を持つ選好の具体例が示された。特に1980年代以降、曖昧さ回避を持つ選好の数理モデル化が進んでいる。

## エルズバーグのパラドックス
ダニエル・エルズバーグが1961年に発表した論文で提示したいくつかの数値例は曖昧さ回避を持つ選好の具体例の一つである。特にこれらの数値例を指してエルズバーグのパラドックス（英: The Ellsberg paradox）と呼ぶ。
ここではエルズバーグの論文に記載されている3色の玉についての数値例について記述する。
ある壺があり、その壺の中には赤玉、黒玉、黄玉が合計90個入っている。このうち赤玉の個数は30個と分かっているのに対して、赤玉以外の60個については、黒玉と黄玉の内訳は分からないとする。ここで次の4つのギャンブルを考える。
- I. 壺から玉を一つランダムに取り出し、赤玉ならば100ドルが得られ、それ以外の玉ならば何ももらえない。
- II. 壺から玉を一つランダムに取り出し、黒玉ならば100ドルが得られ、それ以外の玉ならば何ももらえない。
- III. 壺から玉を一つランダムに取り出し、赤玉、もしくは黄玉ならば100ドルが得られ、黒玉ならば何ももらえない。
- IV. 壺から玉を一つランダムに取り出し、黒玉、もしくは黄玉ならば100ドルが得られ、赤玉ならば何ももらえない。

さらに次のような質問を考える。
- Q1. ギャンブルIとIIのどちらをあなたは好ましいと思うか。
- Q2. ギャンブルIIIとIVのどちらをあなたは好ましいと思うか。

エルズバーグは当該論文中で、Q1についてはIをIIより好む傾向があり、Q2についてはIVをIIIより好む傾向があると述べた。だがIIよりIを好み、IIIよりIVを好む選好は期待効用理論においては正当化されない。玉を一つランダムに取り出したときにある色の玉が出る(質問の回答者が考える)主観的な確率を Pr(玉の色) として、各ギャンブルの期待値を計算すると
- I. 100Pr(赤)
- II. 100Pr(黒)
- III. 100Pr(赤または黄)
- IV. 100Pr(黒または黄)

となる。よって回答者が期待値で意思決定を行うと考えると、IIよりIを好むならば、Pr(赤) > Pr(黒) が成り立ち、IIIよりIVを好むならば、Pr(黒または黄) > Pr(赤または黄) が成り立つ。しかし、ある色の玉を引くということはそれぞれ背反事象なので確率の加法性から Pr(黒または黄) > Pr(赤または黄) という関係は
Pr(黒) + Pr(黄) > Pr(赤) + Pr(黄)
という関係と同値である。したがってIIIよりIVを好むことは Pr(黒) > Pr(赤) ということを意味する。しかし、これは明らかにIIよりIを好むことに矛盾する。つまりこの質問の回答者は期待値で意思決定を行っていないということが分かる。
エルズバーグが論文中で述べているが、IIよりIを好み、IIIよりIVを好むという選好はレオナルド・サベージによって定式化された sure thing principle を満たさない。sure thing principle は主観的期待効用関数による表現を可能にする為に必要な、選好が満たすべき公理の一つであるので、上記のような選好を表現できる期待効用関数は存在しないのである。
この例がどのような選好を表しているかの一つの説明として回答者は確率が事前には分からないという曖昧さを回避しようとしているという考え方をエルズバーグは行っている。質問Q1とQ2でそれぞれ好ましいとされる傾向のあるギャンブルIとIVは100ドルを手に入れることが出来る確率が回答者には事前に分かっている(Iは1/3、IVは2/3)。一方、ギャンブルIIとIIIについては100ドルを手に入れることが出来る確率は回答者には事前には分からない。よって回答者は事前に確率が分からないという曖昧さを回避しようとしているのであるとエルズバーグは結論づけている。

## 曖昧さ回避的な効用関数
曖昧さ回避を持つ選好を表現できる効用関数はいくつか提案されている。

### マクシミン期待効用関数
イツァーク・ギルボアとデビット・シュマイドラーによって提案されたマクシミン期待効用関数(英: maxmin expected utility)は次のように表される。
{\displaystyle J(f)=\min _{m\in C}\int u(f)dm}
ここで {\displaystyle f} は意思決定者の選択肢を表し、{\displaystyle m} は確率測度、{\displaystyle C} は確率測度からなる集合である。
よって意思決定者の効用最大化問題は
{\displaystyle \max _{f}J(f)=\max _{f}\min _{m\in C}\int u(f)dm}
と表される。{\displaystyle \int u(f)dm} は確率測度 {\displaystyle m} の下での期待効用を表すので、直感的には、この効用最大化問題は最も悪い場合の確率での期待効用値を最も良くする選択肢を選ぶ問題となっていると言える。ギルボアとシュマイドラーはある種の曖昧さ回避を持つ選好がマクシミン期待効用関数として表現可能であることを示した。
マクシミン期待効用関数はLarry Epstein と Tan Wang の研究、Epstein と Martin Schneider の研究、Zengjing Chen と Epstein の研究などにより動学的拡張がなされている。

### 非加法的測度を用いた効用関数
そもそもエルズバーグのパラドックスで矛盾を起こす原因となったのは、排反事象同士の和集合で表される事象が起こる確率はそれぞれの背反事象が起こる確率の和に等しいという確率の加法性である。よってこの確率の加法性という性質を必ずしも満たさない効用関数として非加法的測度を用いた効用関数が提案された。デビット・シュマイドラーによって提案された非加法的測度を用いた効用関数は次のように表される。
{\displaystyle J(f)=\int u(f)dv}
ここで {\displaystyle f} は意思決定者の選択肢を表し、{\displaystyle v} は非加法的測度を表す。{\displaystyle v} は加法性を満たさないので測度論で言うところの測度ではない。よって右辺は表記自体は期待効用関数と同じ形をしているが、意味合いとしては期待効用関数とは異なる。
シュマイドラーはある種の曖昧さ回避を持つ選好が非加法的測度を用いた効用関数として表現可能であることを示した。
非加法的測度を用いた効用関数の例としてエイモス・トベルスキーとダニエル・カーネマンによって提案された累積プロスペクト理論に基づく効用関数がある。累積プロスペクト理論による効用関数では非加法的測度としてショケ積分が用いられている。

### Smooth ambiguity model
Peter Klibanoff, Massimo Marinacci, Sujoy Mukerjiによって提案されたsmooth ambiguity modelでは次の目的関数を最大化するように意思決定者は行動する。
{\displaystyle J(f)=\mathbb {E} _{\mu }{\Big [}\phi {\Big (}\mathbb {E} _{\pi }[u(f)]{\Big )}{\Big ]}}
ここで {\displaystyle u} は効用関数、{\displaystyle f} は意思決定者の選択肢、{\displaystyle \pi } は意思決定者が考えている意思決定者の所与の主観的な情報と関連した確率測度、{\displaystyle \mu } は確率測度 {\displaystyle \pi } の集合 {\displaystyle \Pi } における確率測度であり、{\displaystyle \phi } は単調増加な変換を表す。{\displaystyle \mathbb {E} _{\mu },\;\mathbb {E} _{\pi }} はそれぞれ {\displaystyle \mu ,\;\pi } の下での期待値オペレーターである。smooth ambiguity model では通常のリスク回避の意味でのリスクに対する態度が関数 {\displaystyle u} の形状で決定し、曖昧さに対する態度が関数 {\displaystyle \phi } の形状で決定する。マクシミン期待効用関数はsmooth ambiguity modelにおいて曖昧さ回避の程度が極限まで発散した場合の特殊例であることが知られている。
smooth ambiguity modelは特定の条件の下でその確実性等価が以下のような平均分散型効用関数と似た形式として近似可能なことが知られている。
{\displaystyle \mathbb {E} (f)-{\frac {\lambda }{2}}\operatorname {Var} (f)-{\frac {\theta }{2}}\operatorname {Var} _{\mu }(\mathbb {E} _{\pi }(f))}
ここで添え字がついていない {\displaystyle \mathbb {E} ,\;\operatorname {Var} } はそれぞれ無条件の期待値、分散のオペレーターであり、{\displaystyle \operatorname {Var} _{\mu }} は確率測度 {\displaystyle \mu } の下での分散オペレーター、{\displaystyle \mathbb {E} _{\pi }} は確率測度 {\displaystyle \pi } の下での期待値オペレーターである。{\displaystyle \lambda } はリスク回避度と同じく意思決定者がリスクを嫌う程度を表し、大きいほどリスクを嫌う。{\displaystyle \theta } は曖昧さを嫌う程度を表し、大きいほど曖昧さを嫌う。

## 曖昧さ回避の実証研究
曖昧さ回避が実際の人間の意思決定や現実社会にどのように現れ、またどのように影響するかの研究も進展している。多くの研究において曖昧さ回避は人間の意思決定や現実社会に対して無視できない影響を持っていることが確認されている。実験経済学においては実際の人間の意思決定に曖昧さ回避的な選好が現れることが幅広く確認されている。また、神経経済学において、神経科学の視点から曖昧さ回避を説明しようとする試みもなされている。さらに曖昧さ回避的な選好が金融経済学におけるエクイティプレミアムパズルの一つの説明となり得るのではないかという実証研究も存在している。

## ロバスト制御理論と曖昧さ回避
ラース・ハンセンとトーマス・サージェントが主導して研究成果を挙げているロバスト制御理論（英: robust control theory）の経済学への応用は曖昧さ回避と密接な関係にある。ロバスト制御理論では（意思決定者の）モデルの特定化の誤りを明示的に効用最大化問題に導入し、価値関数が満たすべきハミルトン-ヤコビ-ベルマン方程式に変更を加えることで、モデルの特定化の誤りに対して頑健なモデルを構築している。ハンセンとサージェントは特定のモデルではロバスト制御理論はマクシミン期待効用最大化問題と同一視できることを示している。

## リスク尺度と曖昧さ回避
数理ファイナンスにおけるリスク尺度（英: risk measure）、またはリスク測度の最小化問題と曖昧さ回避的な効用関数であるマクシミン期待効用関数の最大化問題は、リスク尺度がコヒーレントリスク尺度（英: coherent risk measure）であるならば、数学的な構造が等しいために関係づけることが出来る。リスク尺度とはバリュー・アット・リスクや期待ショートフォールなどの投資などにおけるリスクの尺度のことである。
あるリスク尺度 {\displaystyle \pi } がコヒーレントであるとは以下の条件を満たす時を言う。
1. 単調性（英: monotonicity）：確率変数 {\displaystyle X,Y} が {\displaystyle X\geq Y} を満たすならば、{\displaystyle \pi (X)\leq \pi (Y)} を満たす。
2. 平行移動に対する不変性（英: translation invariance）：確率変数 {\displaystyle X} と定数 {\displaystyle a} について、{\displaystyle \pi (X+a)=\pi (X)-a} を満たす。
3. 正同次性（英: positive homogeneity）：確率変数 {\displaystyle X} と定数 {\displaystyle \lambda \geq 0} について、{\displaystyle \pi (\lambda X)=\lambda \pi (X)} を満たす。
4. 劣加法性（英: subadditivity）：確率変数 {\displaystyle X,Y} について、{\displaystyle \pi (X+Y)\leq \pi (X)+\pi (Y)} を満たす。

例えばバリュー・アット・リスクは確率変数に対して適当な仮定を置かない限りはコヒーレントリスク尺度ではない。期待ショートフォールは如何なるときもコヒーレントリスク尺度になる。コヒーレントリスク尺度について次の表現定理が成り立つ。
表現定理
{\displaystyle \pi } がコヒーレントリスク尺度であり、Fatou property を満たすならば、ある閉凸集合である確率測度の集合 {\displaystyle {\mathcal {P}}} が存在して
{\displaystyle \pi (X)=\sup _{\mathbb {P} \in {\mathcal {P}}}\operatorname {E} ^{\mathbb {P} }[-X]}
が成り立つ。ただし、{\displaystyle \operatorname {E} ^{\mathbb {P} }} は確率測度 {\displaystyle \mathbb {P} } の下での期待値を表す。
Fatou property と呼ばれる性質は下連続性とも呼ばれ、ファトゥの補題とよく似た性質である。表現定理を用いることでコヒーレントリスク尺度を最小化する問題は次のように変形できる。
{\displaystyle \min _{X}\pi (X)=-\max _{X}{\Big (}-\pi (X){\Big )}=-\max _{X}{\Big (}-\sup _{\mathbb {P} \in {\mathcal {P}}}\operatorname {E} ^{\mathbb {P} }[-X]{\Big )}=-\max _{X}\inf _{\mathbb {P} \in {\mathcal {P}}}\operatorname {E} ^{\mathbb {P} }[X]}
最右辺はマクシミン期待効用関数最大化問題にマイナスを掛けたものとなるので、コヒーレントリスク尺度最小化問題は一種の曖昧さ回避的な選好の最大化問題として解釈することが出来る。コヒーレントリスク尺度についての研究で、マクシミン期待効用関数最大化問題との関連を意識した研究もある。